# Roewe Clever
Roewe Clever или SAIC Clever (科莱威) — электрический автомобиль, производимый китайским производителем SAIC Motor под маркой Roewe. 

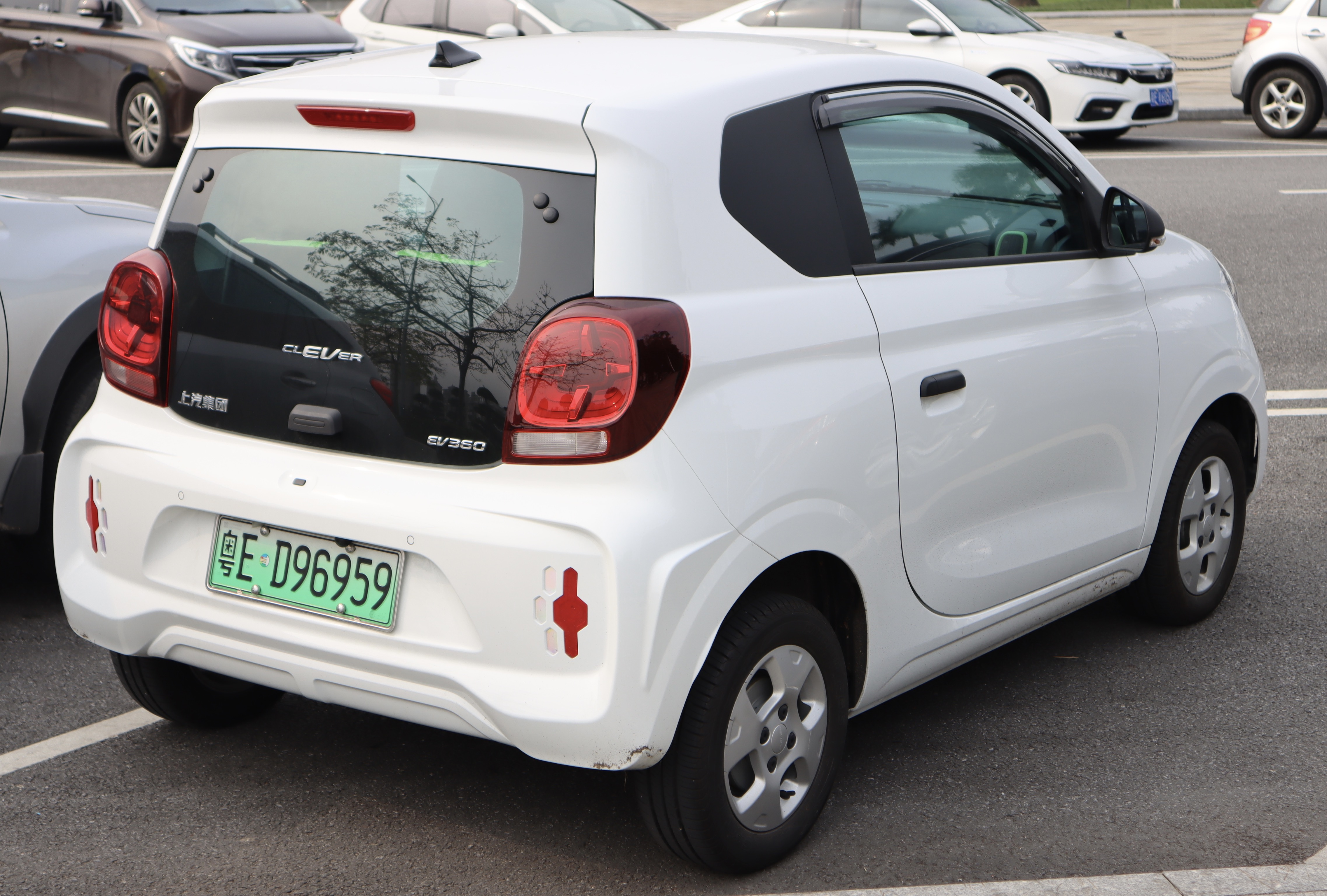
Вид сзади

## Обзор
Clever был выпущен в марте 2020 года как городской электрический автомобиль, призванный заменить Roewe E50 с аккумулятором ёмкостью 27 кВтч и запасом хода по NEDC 260 км. Clever имеет передний двигатель мощностью 37 кВт и крутящим моментом 100 Нм с аккумуляторной батареей ёмкостью 27 кВтч, обеспечивающий запас хода 260 км (160 миль) и максимальную скорость до 100 км/ч (62 мили в час). В 2020 году электромобиль Clever имел единственную комплектацию, цена которой начиналась с 59 999 юаней с учётом государственных льгот. 